# Bihevioralni modernitet
Bihevioralni modernitet, termin koji se rabi u antropologiji, arheologiji i sociologiji za označivanje skupa crta koje razlikuju današnje ljude i njihove recentne pretke od ostalih živućih primata i ostalih izumrlih hominidnih linija. To je točka u kojoj je Homo sapiens počeo demonstrirati mogućnost uporabe kompleksna simboličkog mišljenja i izražavati kulturnu kreativnost. Često se smatra da su ovi razvoji povezani s porijeklom jezika.
Postoje dvije glavne teorije koje razmatraju vrijeme nastanka modernog čovječjeg ponašanja. Jedna teorija drži da se bihevioralni modernitet pojavio kao iznenadan događaj prije oko 50 kya (prije 50.000 godina) tijekom prapovijesti, vjerojatno kao rezultat veće genske mutacije ili kao rezultat biološke reorganizacije mozga koja je dovela do nastanka modernih čovječjih prirodnih jezika. Zagovornici ove teorije zovu taj događaj veliki skok naprijed ili gornjopaleolitska revolucija.
Druga teorija drži da nikad nije postojala jedinstvena tehnološka ili kognitivna revolucija. Zagovornici ovog gledišta tvrde da je moderno čovječje ponašanje rezultat gradualne akumulacije znanja, vještina i kulture koji su se zbivali tijekom stotina tisuća godina čovječje evolucije. Zagovornici ovog gledišta uključuju Stephena Oppenheimera, autora knjige Izvan edena, te Johna Skoylesa i Doriona Sagana, autore knjige Gore iznad zmajeva: evolucija humane inteligencije.

## Više informacija
| - arhajski Homo sapiens - špilja Blombos - kulturni univerzal - evolucija humane inteligencije - evolucija čovjeka - porijeklo jezika - prapovijesna glazba | - paleolitička religija - recentno afričko porijeklo - špilja Sibudu - sociokulturna evolucija - simbolizam (razdvojba) |

## Vanjske poveznice
- Steven Mithen (1999), The Prehistory of the Mind: The Cognitive Origins of Art, Religion and Science, Thames & Hudson, ISBN 978-0-500-28100-0.
- Artifacts in Africa Suggest An Earlier Modern Human
- Key Human Traits Tied to Shellfish Remains, nytimes 2007/10/18
- "Python Cave" Reveals Oldest Human Ritual, Scientists Suggest